# Boy Story
Boy Story (en chino: 男孩的故事 pinyin: Nánhái de gùshì) es un grupo de origen chino lanzado por JYP Entertainment (Corea), New Creative Content y Tencent (China). El grupo está compuesto por seis integrantes: Hanyu, Zihao, Xinlong, Zeyu, MingRui y Shuyang. El 1 de septiembre de 2017 Boy Story liberó su primer sencillo "How Old R U".El 21 de septiembre del 2018, Boy Story hizo su debut oficial con su primer mini álbum Enough.

## Historia

### Proyecto de pre-debut
Desde septiembre de 2017, el "Real! Project" Plan especial se lanzó con cuatro sencillos para hacer el debut oficial en septiembre de 2018. El primer sencillo fue "How Old R U". El segundo sencillo fue "Can't Stop" que fue lanzado el 15 de diciembre de 2017, y el tercer sencillo fue "Jump Up" lanzado el 30 de marzo de 2018. El último single previo al debut fue producido por el fundador de JYP Entertainment, Park Jin-young. La canción, "Handz Up", fue lanzada el 12 de junio de 2018.

### 2018 – presente: Debut conEnough
Boy Story hizo su debut oficial el 21 de septiembre de 2018 con su primer mini álbum Enough que incluía todos los sencillos previos al debut y la canción debut "Enough". El 21 de octubre del 2018, el grupo lanzó "Stay Magical" (奇妙 里). Al mes siguiente, Boy Story realizó la canción "For U" dedicada a BOSS (fandom). Boy Story lanzó su regreso el 29 de marzo de 2019 con "Oh My Gosh", seguido de otro regreso el 26 de julio de 2019 con "Too Busy" en colaboración con Jackson Wang. El 28 de septiembre de 2019, Boy Story participó en  KCON THAILAND siendo el primer grupo Idol chino en participar de este concierto. El 6 de enero de 2020, Boy Story lanzó el mini-álbum "I = U = WE 序". El 28 de octubre de 2020, Boy Story lanzo la canción WAI  a través de las plataformas de Weibo y QQ Music.

## Integrantes
| Integrantes      | Integrantes         | Integrantes          | Integrantes          | Integrantes      | Integrantes                 | Integrantes             | Integrantes                                              |
| Nombre artístico | Nombre artístico    | Nombre de nacimiento | Nombre de nacimiento | Apodo            | Fecha de nacimiento         | Lugar de nacimiento     | Posición                                                 |
| Romanización     | Chino (Tradicional) | Romanización         | Chino (Tradicional)  | Apodo            | Fecha de nacimiento         | Lugar de nacimiento     | Posición                                                 |
| ---------------- | ------------------- | -------------------- | -------------------- | ---------------- | --------------------------- | ----------------------- | -------------------------------------------------------- |
| Hanyu            | 涵 予               | Jia Han Yu           | 贾涵予               | Jia Bao, Bao Bao | 20-Mayo-2004 (21 Años)      | Henan, China            | Líder, rapero principal, bailarín, vocalista ocasional.  |
| Zihao            | 梓豪                | Li Zi Hao            | 李梓豪               | Qi Qi            | 22-Octubre-2004 (20 Años)   | Tianjin, China          | Rapero, bailarín, vocalista ocasional.                   |
| Xin Long         | 鑫隆                | He Xin Long          | 贺鑫隆               | Long Long        | 11-Marzo-2005 (20 Años)     | Jiangxi, Wenzhou China. | Rapero, bailarín principal, vocalista ocasional.         |
| Zeyu             | 泽宇                | Yu Ze Yu             | 于泽宇               | Xiao yu, Yu Yu   | 24-Diciembre-2005 (19 Años) | Tianjin, China          | Vocalista principal, bailarín, rapero ocasional, visual. |
| Ming Rui         | 明 睿               | Gou Ming Rui         | 苟明睿               | Gou Gou          | 28-Agosto-2006 (18 Años)    | Chengdu, China          | Vocalista, bailarín, rapero ocasional.                   |
| Shuyang          | 书 漾               | Ren Shu Yang         | 任书漾               | Yang Yang        | 24-Abril-2007 (18 Años)     | Pingyao, China          | Vocalista, bailarín, rapero, maknae.                     |

## Discografía

### Tracks extendidos
| Título    | Detalles del álbum                                                                                  | Listado de pistas                                                    |
| --------- | --------------------------------------------------------------------------------------------------- | -------------------------------------------------------------------- |
| Enough    | - Lanzamiento: 21 de septiembre del 2018 - Sello: JYP Entertainment - Formato: CD, descarga digital | 1. How Old RU 2. Can’t Stop 3. Jump Up 4. Handz Up 5. Enough         |
| I=U=WE 序 | - Lanzamiento: 6 de enero de 2020 - Sello: JYP Entertainment - Formato: CD, descarga digital        | 1. Intro : Boy Story 2. If 3. Energy 4. Xu, Gao Bai 5. Outro : Bi Ci |

### Singles
| Título                            | Año  | Posición Billboard China | Álbum         | Ref.   |
| --------------------------------- | ---- | ------------------------ | ------------- | ------ |
| "How Old R U"                     | 2017 | 8                        | Enough        | [ 12 ] |
| "Can't Stop"                      | 2017 | 7                        | Enough        | [ 13 ] |
| "JUMP UP"                         | 2018 | 2                        | Enough        | [ 14 ] |
| "Handz Up"                        | 2018 | 30                       | Enough        | [ 15 ] |
| "Enough"                          | 2018 | 8                        | Enough        | [ 16 ] |
| "奇妙 里 (Stay Magical)"          | 2018 | —                        | Single        |        |
| "For U"                           | 2018 | 15                       | Single        | [ 17 ] |
| "Oh My Gosh"                      | 2019 | —                        | Single        |        |
| "Too busy"                        | 2019 | —                        | Too Busy      |        |
| "Intro: BOY STORY"                | 2020 |                          | I=U=WE 序(xu) |        |
| "如果(Rú Guǒ) – If"               | 2020 |                          | I=U=WE 序(xu) |        |
| "Energy"                          | 2020 |                          | I=U=WE 序(xu) |        |
| "序告白(Xù Gào Bái) - Prologue"   | 2020 |                          | I=U=WE 序(xu) |        |
| "Outro: 彼此(Bǐ Cǐ) - Each Other" | 2020 |                          | I=U=WE 序(xu) |        |
| "Change"                          | 2020 | —                        | Single        |        |
| "Wai"                             | 2020 | —                        | OST Drama     | [ 18 ] |
| "Bitter Sweet"                    | 2020 | —                        | Pre-Release   |        |
| WW                                | 2022 |                          | MV debut      |        |
| What's poppin                     | 2023 |                          |               |        |
| Alpha                             | 2024 |                          | MV Debut      |        |
| Please                            | 2024 | __                       | -             |        |
| Pump !t Up                        | 2024 | __                       | UP            |        |
| Sunr!se                           | 2024 | __                       |               |        |

## Premios
| Año  | Premio                 | Categoría                                    | Resultado | Ref    |
| ---- | ---------------------- | -------------------------------------------- | --------- | ------ |
| 2017 | Asian Music Festival   | Best Hip Hop Newcomer Group Award            | Ganador   |        |
| 2018 | FEIA Awards Ceremony   | Annual Fashion Energetic Combination Award   | Ganador   |        |
| 2019 | FEIA Awards Ceremony   | Most Anticipated Portfolio of the Year Award | Ganador   | [ 19 ] |
| 2019 | Tencent Music Festival | New Power of QQ Music                        | Ganador   | [ 20 ] |

### Programa de música
| Año  | Fecha           | Productor                             | Nombre del programa | Canción premiada | Resultado |
| ---- | --------------- | ------------------------------------- | ------------------- | ---------------- | --------- |
| 2018 | 11 de noviembre | TME Tencent Music Entertainment Group | YO! BANG            | Enough           | Ganador   |
| 2019 | 2 de diciembre  | TME Tencent Music Entertainment Group | YO! BANG            | For U            | Ganador   |

## Videografía

### Videos Musicales
| Título                              | Año  | Director(s) | Notas             |
| ----------------------------------- | ---- | ----------- | ----------------- |
| "How Old R U"                       | 2017 | Desconocido | Music video       |
| "Can't Stop"                        | 2017 | Desconocido | Music video       |
| "Can't Stop"                        | 2017 | Desconocido | Performance video |
| "JUMP UP"                           | 2018 | Desconocido | Music video       |
| "Handz Up"                          | 2018 | Desconocido | Music video       |
| "Handz Up"                          | 2018 | Desconocido | Performance video |
| "Enough"                            | 2018 | Desconocido | Music video       |
| "Enough"                            | 2018 | Desconocido | Performance video |
| "奇妙里(Qí Miào Lǐ) - Stay Magical" | 2018 | Desconocido | Music video       |
| "For U"                             | 2018 | Desconocido | Music video       |
| "Oh My Gosh"                        | 2019 | Desconocido | Music video       |
| "Too Busy"                          | 2019 | Desconocido | Music video       |
| "Too Busy"                          | 2019 | Desconocido | Performance video |
| "如果(Rú Guǒ) – If"                 | 2020 | Desconocido | Track Film Video  |
| "序告白(Xù Gào Bái) - Prologue"     | 2020 | Desconocido | Performance video |
| "Energy"                            | 2020 | Desconocido | Home video        |